# Стенборг, Карл
Карл Стенборг (швед. Carl Stenborg; 8 сентября 1752, Стокгольм — 1 августа 1813, Юргорден) — шведский оперный певец, композитор, театральный режиссёр и театральный деятель. Член Шведской королевской музыкальной академии (с 1783).

## Биография
Сын оперного певца, режиссёра и руководителя театральной труппы Петтера Стенборга. Получил хорошее образование. Служил в Королевском суде Швеции.
В 1780—1799 годах — директор театров. В 1793 году он женился на певице Элизабет Олин, с которой выступал в Копенгагене и Осло в 1794 и 1795 годах. В 1804—1809 годах гастролировал по стране со своей собственной труппой.

## Творчество
Один из ведущих оперных певцов королей Густава III и Густава IV Адольфа. Был придворным певцом (с 1773) и членом Шведской королевской музыкальной академии.
Один из первых артистов Королевской оперы в Стокгольме.
Дебютировал в 1766 году в Стокгольме в Дворянском собрании.
18 января 1773 года Карл Стенборг, Элизабет Олин и Хедвиг Вигерт исполнили главные роли в опере Ф. Уттини «Фетида и Пелей», первой опере на шведском языке и первой постановке Королевской шведской оперы.
В течение нескольких лет считался звездой оперы Стокгольма. В 1780 году получил пожизненный контракт. Обладал уникальным голосом. Хотя исполнял, в основном, тенорные роли, мог петь и баритоном. Впервые в Швеции исполнил оперы таких мастеров, как Гретри, Филидор, Пиччинни, Перголези, Саккини, Дуни и Дезеда, с восторгом встреченных стокгольмской публикой.
В 1796 году он играл с такими известными певцами, как Кристофер Кристиан Карстен, Каролина Халле-Мюллер, Луи Деланд и Инга Оберг в опере «Караван из Каира» Гретри, поставленной в честь объявления о совершеннолетии молодого короля.
Автор нескольких опер, наиболее важной из которых была «Густав Эриксон и Даларне» (1780), музыкальных сочинений, сочинял сценическую музыку.